# Карл Бото цу Ойленбург
Граф Карл Бото Венд Генріх цу Ойленбург (нім. Karl Botho Wend Heinrich Graf zu Eulenburg; 2 липня 1843, Вікен — 26 квітня 1919, Вікен) — німецький воєначальник, генерал кінноти Прусської армії.

## Біографія
Представник знатного прусського роду. Син юриста Бото Генріха цу Ойленбурга (1804–1879) і його дружини Терези, уродженої графині Денгофф (1806–1885).
З 1856 року відвідував гімназію в Марієнвердері, а 4 травня 1859 року став кадетом в Берліні. Закінчивши кадетський корпусу, 6 травня 1862 року був призначений в Східно-Прусський кірасирський полк №3 Прусської армії в званні другого лейтенанта. Наступного року, 25 жовтня 1863 року, його було призначено полковим ад'ютантом. У цій якості він брав участь у битві при Траутенау, битві при Кеніггреці та оточенні Оломоуца в 1866 році під час війни з Австрією. У жовтні 1869 року він був підвищений до першого лейтенанта і переведений ад'ютантом у 2-ю гвардійську кавалерійську бригаду. Спочатку Ойленбург не зміг взяти участь у мобілізації 1870 року на початку війни з Францією через травму ноги. Лише наприкінці серпня він приєднався до своєї бригади у Франції і був легко поранений у битві при Седані. У ході подальшої війни він залишався у складі бригади Альбрехта Прусського, бився при Галлю, Бапомі та Сен-Кантені, брав участь в облозі Перонна і діяв у П'єрфіті, Жизорі та Верноні. 23 лютого 1873 року його було переведено до 2-го гвардійського уланського полку, зберігши при цьому свою посаду, і був звільнений від колишнього командування лише 22 вересня 1873 року. Після того як 14 лютого 1874 року Ойленбург став гауптманом, 15 жовтня 1874 року він був призначений командиром ескадрону. Він обіймав цю посаду до 11 червня 1880 року, а потім став ад'ютантом гвардійської кавалерійської дивізії. 13 жовтня наступного року його було переведено в Головного командування Гвардійського корпусу на ту саму посаду. Ойленбург залишався на цій посаді майже 8 років, 2 червня 1883 року отримав звання майора і кілька разів брав участь у навчаннях російських військ як спостерігач.
16 квітня 1889 року Ойленбург  був призначений командиром 2-го гвардійського уланського полку. 27 червня 1889 року він був призначений командиром полку, 21 вересня 1889 йому було присвоєно звання оберстлейтенанта, а 17 листопада 1891 року — оберста. У зв'язку з цим з 19 серпня 1893 по 13 травня 1894 року він був призначений командиром 1-ї кавалерійської бригади. 4 квітня 1896 року Ойленбургу було присвоєно звання генерал-майора, а 30 березня 1896 року він був призначений командиром 1-ї дивізії. 18 квітня 1899 року він був підвищений до звання генерал-лейтенанта. 17 лютого 1902 року знятий з посади і потім на його прохання був переведений в резерв із призначенням пенсії.
Він керував своїм маєтком Вікен і, будучи членом прусської палати панів, часто був присутній на засіданнях у Берліні. 10 вересня 1910 року імператор Вільгельм II виробив Ойленбурга в чин генерала кінноти запасу. У травні 1912 року йому було дозволено носити форму 2-го гвардійського уланського полку.
Під час мобілізації на початку Першої світової війни Ойленбург був відновлений на службі та призначений заступником командувач 1-м армійським корпусом у Кенігсберзі. 24 грудня 1914 року затверджений надійсній службі. 10 липня 1916 року остаточно звільнений у відставку.

## Сім'я
4 червня 1867 року одружився в Крангені з Луїзою Йоанною Валескою фон Бонін (1845–1871). В пари народились 3 дітей:
- Александра Тереза Трінідат (1868–1943)
- Вендт (1869–1870)
- Бото Карл Зігфрід (1870–1961) — оберст запасу вермахту, кавалер ордена Pour le Mérite з дубовим листям.

3 жовтня 1894 року одружився в Прассені з графинею Марі цу Ойленбург (1871). В пари народились 5 дітей:
- Карл Елімар (1895–1983) — оберлейтенант Прусської армії.
- Фріц Альбрехт (1897–1982) — лейтенант Прусської армії.
- Карл Ріхард Генріх (1899–1927) — лейтенант Прусської армії.
- Йонас Казимир (1901–1945) — оберст вермахту, кавалер Лицарського хреста Залізного хреста. Загинув у бою під час Німецько-радянської війни.
- Шезіма Ойфемія Тереза Марі (1903–1980)

## Нагороди
- Залізний хрест 2-го класу (21 жовтня 1870)
- Хрест «За вислугу років» (Пруссія) (25 років)
- Орден Святого Йоанна (Бранденбург), лицар справедливості (24 червня 1886)
- Столітня медаль
- Орден Корони (Пруссія) 1-го класу (19 вересня 1901)
- Орден Червоного орла 1-го класу з дубовим листям і короною
  - корона (10 липня 1916)